# محوطه بهرستان
محوطه بهرستان در شهرستان مهر، بخش اسیر، روستای بهرستان واقع شده و این اثر در تاریخ ۲۴ تیر ۱۳۸۲ با شمارهٔ ثبت ۹۲۱۲ به‌عنوان یکی از آثار ملی ایران به ثبت رسیده است.